# Sörtjärnen (Trönö socken, Hälsingland)
Sörtjärnen är en sjö i Söderhamns kommun i Hälsingland och ingår i Norralaåns huvudavrinningsområde.